# Orden de la Corona de Hierro de Italia
La orden de la Corona de hierro fue una orden militar instituida por Napoleón I, emperador de Francia. 
Napoleón instituyó esta orden el 5 de junio de 1805 con el objeto de hacer adictos a los italianos y austríacos al imperio y dinastía napoleónicos. Con dicha orden se remuneraban los servicios civiles y militares y a las personas que sobresalían en las ciencias, las letras o las artes. Los acontecimientos que sobrevinieron de 1813 a 1815 causaron la desaparición temporal de esta institución pero Francisco I, emperador de Austria, apreciando sus efectos, declaró el 12 de febrero de 1816 día del aniversario de su nacimiento, que la orden de la Corona de hierro formaría en lo sucesivo parte de las órdenes de su casa. Reformó los estatutos y dispuso que la dignidad de gran maestre fuese siempre anexa a la corona de Austria. Los individuos de esta orden están divididos en tres clases.